# Lijst van Nederlandse atleten
Dit is een lijst van Nederlandse atleten.

## Mannen
- Arjan Achterkamp
- Jerry Achthoven
- Jannes Adams
- Terrence Agard
- Aiduna Aitnafa
- Bert Albers
- Paul Aldershof
- Mohamed Ali
- Bob Altena
- Douwe Amels
- Erik van Amstel
- Ton van Andel
- Ramsey Angela
- Patrick Aris
- Jesper Arts
- Ben Bakker
- Wim Bakker
- Ruben van Balen
- Patrick van Balkom
- Ton Baltus
- Eric Beaart
- Timothy Beck
- Harold van Beek
- Pim van Beek
- Piet Beelen
- Job Beintema
- Ramses Bekkenk
- Wim Bekkers
- Luigi Bellu
- Joost van Bennekom
- Bart Bennema
- Dolf Benz
- Johan van den Berg
- Joop van den Berg
- Robin van den Berg
- Rinus van den Berge
- Chris Berger
- Marco Beukenkamp
- Stefan Beumer
- Wil van Beveren
- Mike van der Bilt
- Rik Bisschop
- Meindert Blankenstein
- Jan Blankers
- Bjorn Blauwhof
- Piet Bleeker
- Anton Blok
- Ton Blok
- Rens Blom
- Wim Blom
- Bjorn Blommerde
- Solomon Bockarie
- Gijs de Bode
- Johan Bode
- Ad van Boekel
- Jan Boelens
- Hannes de Boer
- Piet de Boer
- Wouter de Boer
- Tjeerd Boersma
- Wim Bolten
- Liemarvin Bonevacia
- Jan Willem Boogman
- Jaap Boot
- Marc Borghans
- Joost Borm
- Gustav Borremans
- Jan Borsje
- Mik Borsten
- Jelmar Bos
- Marius Bos
- Frits Boss
- Sjabbe Bouman
- Maarten Bouwman
- Wim Braaksma
- Wim Braams
- Jan Brasser
- Pieter Braun
- Jacques van Bremen
- Jan Britstra
- Hugo van den Broek
- Jeroen Bronwasser
- Harry Broos
- Bertus Brouwer
- Henk Brouwer
- Michel Brouwer
- Rob de Brouwer
- Erik de Bruin
- E. Brus
- Wouter Brus
- George Buff
- Frits Bührman
- Marcel Bunck
- Ate van der Burgt
- Taymir Burnet
- Harald-Peter Bust
- Michel Butter
- Frits Butzelaar
- Erik Cadée
- Arnold van Calker
- Edwin van Calker
- Gerard Carlier
- Khalid Choukoud
- Jan Cijs
- Kees Clement
- Giovanni Codrington
- Piet Coenen
- Denzel Comenentia
- Charles van Commenée
- Jurgen Cools
- Jan Cortenbach
- Patrick Cronie
- Hein Cujé
- Jeroen van Damme
- Piet Deelstra
- Tim Dekker
- Rens Dekkers
- Martijn Delissen
- Peter Dellensen
- Ruud Dellensen
- Joep Delnoye
- Lei Derichs
- Rob Detert Oude Weme
- Bob Dielis
- Jan Diender
- Ron van Diepen
- Tony van Diepen
- Jan van Dijk
- Marc van Dijk
- Ubel Dijk
- Casper Dirks
- Tonnie Dirks
- Jochem Dobber
- Max van der Does
- Jos van der Donk
- Frank van der Dool
- Harry Dost
- Marcel Dost
- Caimin Douglas
- Troy Douglas
- Richard Douma
- Justice Dreischor
- Jan Drent
- Gordon Drijver
- Rob Druppers
- Piet Dullaert
- Bas Eefting
- Jaak van Eekelen
- Roy van Eekelen
- Wim Effern
- Peter van Egdom
- Dave Elderenbosch
- Joep Elenbaas
- Allan Ellsworth
- Cliff Ellsworth
- Cees den Elzen
- Shaquille Emanuelson
- Marnix Engels
- Hans van Enkhuizen
- Wim Epskamp
- Jermaine Esprit
- Bram Evers
- Henk Evers
- Diederik Everts
- Jerrel Feller
- Joop Fikkert
- Bert Flier
- Fabian Florant
- Mike Foppen
- Daniël Franken
- Alfons Frankevijle
- Paul Franklin
- Leonard Fredericks
- Joop Frederiks
- Frank Futselaar
- Ignisious Gaisah
- Chris Garia
- Henk-Jan Gebben
- Peter Geelen
- Job Geerds
- Cees van Gelderen
- Ed van Gemeren
- Marcel van Gemert
- Pieter Gerbrands
- Wim van Gerven
- Hans Geul
- Marco Gielen
- Koen Gijsbers
- Laithwaite Gilian
- Jan van Ginkel
- Pim Göbel
- René Godlieb
- Remco Goetheer
- Jo Goetzee
- Henk Gommer
- Toine van de Goolberg
- Ronald Gram
- Peter Gravensteijn
- Ernst Greven
- Bjorn Groen
- Bram Groeneweg
- Ferry Groffen
- Jan Grijseels sr.
- Pieter Gruijters
- Cor Gubbels
- Jur Haak
- Hugo de Haan
- Léon Haan
- J. de Haas
- Julien Hagen
- Friso Hagman
- Frans van der Ham
- Aad van Hardeveld
- Jan Harland
- Adri Hartveld
- Jan van Heek
- Rob Heemskerk
- Toon Heeren
- Raymond Heerenveen
- Henk Heida
- Albert Heijnneman
- Maarten Heisen
- Cornelis den Held
- Robin van Helden
- Nico Hellendoorn
- Barend van Hemert
- Tom Hendrikse
- Jan Hengeveld
- Wim Hennings
- Victor Henny
- Jef Hensgens
- Sjef Hensgens
- Dik Herberts
- Rob Hermans
- Jos Hermens
- Fred van Herpen
- Ronald Hertog
- Greg van Hest
- David van Hetten
- Rijn van den Heuvel
- Yvo van den Heuvel
- Frans van der Heyden
- Peter van der Heyden
- Wim Hoddes
- Gerrit van der Hoeven
- Klaas van 't Hoff
- Albert Hofstede
- Herman Hofstee
- Wim Hogenbirk
- Wim Hol
- Bé Holst
- Andries Hoogerwerf
- Guus Hoogmoed
- Jacques Hoogveld
- Roy Hoornweg
- Hans Houtzager jr.
- Hans Houtzager sr.
- Evert Hoving
- Jan Huijgen
- Christiaan Huijgens
- Louwe Huizenga
- Harm Hummel
- Pedro Huntjens
- Gerben IJpelaar
- Ed IJzerman
- Bert de Jager
- Geert Jansen
- Sijtse Jansma
- Guus Janssen
- Harry Janssen
- Henk Janssen
- Miguel Janssen
- Roger Jaspers
- Stijn Jaspers
- Ad de Jong
- Jan de Jonge
- Geart Jorritsma
- Dimitri Juliet
- Arie Kaan
- Henk Kalf
- Eef Kamerbeek
- Henk Kamerbeek
- Carsten Kamp
- Jan van Kampen
- Sjors Kampen
- Joop Kamstra
- Joop Kant
- Gerard Kappert
- Wim Kat
- Marti ten Kate
- Henk Keemink
- Jan Keesom
- Harry de Keijser
- Koos Keijzer
- Joop Keizer
- Roel Keizer
- Christoph Kempen
- Bram Kempkens
- Pel van de Kerkhof
- Vincent Kerssies
- Bob Keus
- Jacques Keyser
- Richel Keysers
- Eddy Kiemel
- Johan Kijne
- Arie Klaase
- Marcel Klarenbeek
- Marten Klasema
- Maarten Klaver
- Harry van Kleeff
- Isaya Klein Ikkink
- Joop Klein Wentink
- Jan Kleyn
- Rob van de Klundert
- Hans van der Knaap
- Jan Knippenberg
- Jaap Knol
- Rein Knol
- Wim-Bart Knol
- Bert Knollema
- Cees Koch
- Hans Koeleman
- Marko Koers
- Mark Kok
- Melchert Kok
- Mark Koks
- Achmed de Kom
- Johan de Koning
- Chris Konings
- Evert Koops
- Dirk Kooreman
- Björn Koreman
- Arno Körmeling
- Henk Kort
- Kees de Kort
- Thomas Kortbeek
- Remco Kortenoeven
- Robin Korving
- Henk Kraayenhof
- Marius Kranendonk
- Frans Krechting
- Reiner Krediet
- Bert Krijnen
- Fred Krikke
- Marc van de Krogt
- Luc Krotwaar
- Piet van der Kruk
- Pieter van der Kruk
- Niels Kruller
- Stein Kuiper
- Han Kulker
- Frans Künen
- Thijmen Kupers
- Patrick Kwist
- Steef Kyne
- Junior de Lain
- Bert Lambeck
- Cor Lambregts
- Jan Lammers
- Floor van Lamoen
- Frits Lamp
- Henri Landheer
- Marcel Laros
- Niels Laros
- Jan Peter Larsen
- Jef Lataster
- Robert Lathouwers
- Martin Lauret
- Marco Leenders
- Pleun van Leenen
- Wim de Leeuw
- Arie van Leeuwen
- Daniël van Leeuwen
- Herman van Leeuwen
- Peter van Leeuwen
- Chris Leeuwenburgh
- Bram Leeuwenhoek
- Joop van der Leij
- Wibo Lelieveld
- Ben Lesterhuis
- Dennis Licht
- Gert-Jan Liefers
- Johan van Lieshout
- Menno Lievers
- Eric van der Linden
- Djoao Lobles
- Michiel Loeschner
- Klaas Lok
- Laurens Looije
- Anton van Loon
- Cees van Loon
- René van Loon
- Willem van Loon
- Miguel Lopes
- Michiel Loschner
- Kor Louws
- Paul Lucassen
- Patrick van Luijk
- Martin Luinge
- Frans Luitjes
- Veron Lust
- Arthur Lynch
- Frans Maas
- Huub Maas
- Luuk Maas
- Kamiel Maase
- Dirk Maassen van den Brink
- Michel de Maat
- Hein Macnack
- Rob Mahieu
- Jan van der Marel
- Brian Mariano
- Churandy Martina
- Eugène Martineau
- Ruud van Maurik
- Ad van der Meer
- Felix van der Meer
- Jeroen van der Meer
- Jan Meijer
- Emiel Mellaard
- Menso Johannes Menso
- Gerard Mentink
- Henk Mentink
- Jack van Merode
- Bob Mesman Schultz
- Chris van der Meulen
- Marco Meulink
- Jaap Meyer
- Rob Miltenburg
- Clement Moe
- Fred Moerman
- Hans Moinat
- Rudy Mol
- Piet Molenaar
- Olfert Molenhuis
- Eddy Monsels
- Sammy Monsels
- Ad Moons
- Martin Moser
- Nick Mosselman
- Ruud van Mourik
- Pim Mulier
- Steef van Musscher
- Ronald Naaktgeboren
- Abdi Nageeye
- Jan Nagel
- Jan de Natris
- Eric Negenman
- Erik Negerman
- Stan Niesten
- Gerard Nijboer
- Egbert Nijstad
- Stefan Nillessen
- Michiel van Nispen
- Henk Noor
- Jaap Noordenbos
- Willem Noorduin
- Ed de Noorlander
- Dennis van Noort
- Peter van Noort
- Pascal van Norden
- Wim Nota
- Martijn Nuijens
- Bart van Nunen
- Frank Nusse
- Arnoud Okken
- Piet Olofsen
- Eugene Omalla
- Vincent Onos
- Jeroen Ooievaar
- No op den Oordt
- Sven Ootjers
- Thomas van Ophem
- Tinus Osendarp
- Chris van Osta
- Joop Overdijk
- Hans van der Pal
- Jeroen Pals
- Lino Pani
- Hubert Pappers
- Jan Parlevliet
- Adriaan Paulen
- Hensley Paulina
- Frank Peeters
- Wilbert Pennings
- Frank Perri
- Wim Peters
- Ed Pireau
- Ludo van der Plaat
- Henk Plasman
- Jaap van der Poll
- Hugo Pont
- Ron Popma
- Peter Poppe
- Huub Pragt
- Jeroen Prent
- Harry van Rappard
- Oscar van Rappard
- Tjabel Ras
- Frank van Ravensberg
- Koen Raymaekers
- Johan Reekers
- Kim Reijnierse
- Mark Rekers
- Rinus van Rekum
- Wim van Rekum
- Jan Rem
- Jan Reynders
- Youssef el Rhalfioui
- Rikkert van Rhee
- Rob Richel
- Pelle Rietveld
- Stan Rijken
- Jan van Rijthoven
- Eric Roeske
- Erik Rollenberg
- Ruben Rolvink
- Yannick Rolvink
- Jan Romani
- Dirk Roos
- Marcel Roosen
- Sven Roosen
- Wim Roosen
- Thom van Rooyen
- Thijs Ros
- Jack Rosendaal
- Gerrit van Rotterdam
- Bram Rouwen
- Sjaak Ruhl
- Frits de Ruijter
- Piet Ruimers
- Edward de Ruiter
- Gijsbert de Ruiter
- Stefan Rusch
- Peter Rusman
- Theo Saat
- Adriaan Saman
- Tjendo Samuel
- Ben Saris
- Haico Scharn
- Oscar Schermer
- Marco Schmidt
- Wim Schoemaker
- Gabe Scholten
- August Schotte
- Jo Schout
- Dirk Schrieken
- Fred Schrijnders
- Ronald Schröer
- Nico Schroten
- Henk Schuiling
- Harry Schulting
- Sander Schutgens
- Eltjo Schutter
- Lambert Schuurs
- Gregory Sedoc
- Jermaine Sedoc
- Randy Sedoc
- Valéry Sedoc
- Roy Sedoc
- James Sharpe
- Luigi Simbula
- Eelco Sintnicolaas
- Wim Slijkhuis
- Guido van der Sluis
- Roger Smeets
- Hans Smeman
- Koen Smet
- Nick Smidt
- Chris Smildiger
- Armand van der Smissen
- Bert Smit
- Gerard Smit
- Hans Smit
- Ruud Smit
- Rutger Smith
- Jacques Smits
- Maarten Smitskamp
- Henk Snepvangers
- André Snoek
- Patrick Snoek
- Rik Snoep
- Piet van Soest
- Bram Som
- Piet Soudijn
- Bob Spaak
- Rudolf Spaander
- Lau Spel
- Virgil Spier
- Robert Spoek
- Teun Sprong
- Freek Stam
- Willem Frederik van der Steen
- Leo Stevens
- Aad Steylen
- Aart Stigter
- Patrick Stitzinger
- Jan Struyck
- Jef Swinkels
- Christian Tamminga
- Piet Tamminga
- Arno Tavernier
- Gerard Tebroke
- Niels Teeler
- Sjouke Tel
- Getaneh Tessema
- Ron Teunisse
- Henri Thesingh
- Elliott Thijssen
- Henk Tiebosch
- Dennis Tilburg
- Herman Timme
- Wouter Timmer
- Jo Tingen
- Enno Tjepkema
- Dennis van Tongeren
- Anton Toscani
- Remco Tournier
- Jaap van Treyen
- Jorén Tromp
- Cor Troost
- Ed Trumpet
- Geert Udding
- Jan van Uden
- Mike Ultee
- Martijn Ungerer
- Wil van Uythoven
- Aafbrecht van der Veen
- Anne-Jan van der Veen
- Erik van der Veen
- Marteen van der Veen
- Coen van Veenhuijsen
- Humphrey Veira
- Roelof Veld
- Aart Veldhoen
- Eelco Veldhuijzen
- Fons Veldhuizen
- Remco van Veldhuizen
- Tiemen Veneboer
- Ed van Venrooy
- Rein Verkade
- John Vermeule
- Joop Vermeulen
- Paul Verra
- Rudi Verriet
- Piet Verschoor
- Marcel Versteeg
- Ad Verweij
- Ben Vet
- Louis Vink
- Henk Visser
- Ysbrand Visser
- Arjen Visserman
- Joop Vissers
- Bert van Vlaanderen
- Menno Vloon
- Regillio van der Vloot
- Jan van der Voort
- Bas de Vos
- Eric de Vos
- Ingmar Vos
- Pieter Vos
- Arie Vosbergen
- Erik van Vreumingen
- Cor Vriend
- Edwin de Vries
- Jan de Vries
- Marc de Vries
- Raymond de Vries
- Casper Vroemen
- Simon Vroemen
- Cees Vuurpijl
- Willem Wakker
- Henk van der Wal
- Jan Willem van de Wal
- Jaap Walstra
- Daniël Ward
- Chiel Warners
- Bram Wassenaar
- Rick Wassenaar
- Gert-Jan Wassink
- René van de Water
- Kenny van Weeghel
- Cees van Wees
- Ko van der Weijden
- Gerard van der Wel
- Toon van Welsenes
- Wout van Wengerden
- Robert van der Werff
- Hendricus Wessel
- Dave Wesselink
- Mario Westbroek
- Marcel van der Westen
- Raimo Westerhof
- Owen Westerhout
- Cor Wezepoel
- Frank Wiegman
- Jurgen Wielart
- Ruud Wielart
- Jesper van der Wielen
- Piet Wiersma
- Tom Wiggers
- Paul Wijnbergen
- Servee Wijsen
- Gerard Wijsscher
- Daniel de Wild
- Ron van Wilgen
- Wil Willems
- Frits Wimmers
- Willem Winkelman
- Bob Winter
- Cees de Winter
- Leo de Winter
- Robert de Wit
- Fransua Woldemariam
- Nol Wolf
- Marc van der Worp
- Marco Groen in 't Woud
- Jurriaan Wouters
- Janus van der Zande
- Kees van der Zee
- Guus Zeegers
- Jan Zeegers
- Jeroen Zeinstra
- Hein Zethof
- Bror van der Zijde
- Jan Zijderlaan
- Humphrey Zimmerman
- Harry Zitsen
- Jan Zwaan
- Jo Zwaan
- Paul Zwama

## Vrouwen
- Cor Aafjes
- Cor Aalten
- Mieke Aanen
- Marjan Ackermans
- Janny Adema
- Martha Adema
- Lies Aengenendt
- Marjo van Agt
- Ria Ahlers
- Esther Akihary
- Joan van den Akker
- Truus van Amstel
- Anne van Andel
- Pascal van Assendelft
- Liesbeth van Ast
- Krista Aukema
- Mami Awuah Asante
- Judith Baarssen
- Bianca Baak
- Brenda Baar
- Lara Baars
- Jopie Baart
- Mireille Baart
- Janice Babel
- Corrie Bakker
- Jasmijn Bakker
- Sharona Bakker
- Veerle Bakker
- Leonie Balter
- Angelique Banket
- Sylvia Barlag
- Arianne Beckers
- Corine van Beek
- Miep van Beek
- Nancy Been
- Isabel van den Berg
- Wilma van den Berg
- Lida Berkhout
- Christel Bertens
- Renate Beunder
- Karlijn van Beurden
- Carla Beurskens
- Elly van Beuzekom-Lute
- Annet Bezemer
- Tamara van der Bij
- Joke Bijleveld
- Erika van de Bilt
- Minke Bisschops
- Fanny Blankers-Koen
- Jolanda Bleeker
- Gerda Blokziel
- Melissa Boekelman
- Leny Boele
- Deborah den Boer
- Els Boersma
- Monique Bogaards
- Betty Bogers
- Femke Bol
- Loes Boling
- Frenke Bolt
- Janine van der Bolt
- Eefje Boons
- Miranda Boonstra
- Selma Borst
- Anneloes Bosman
- Andrea Bouma
- Annemieke Bouma
- Nicole Bouma
- Stefanie Bouma
- Berny Boxem-Lenferink
- Mirjam Boxhoorn
- Kitty ter Braake
- Stans Brehm
- Karin de Brie
- Rie Briejer
- Nienke Brinkman
- Nadine Broersen
- Puck Brouwer
- Saskia Brouwer
- Anneke de Bruin
- Corrie de Bruin
- Nel Büch
- IJke Buisma
- Ria Buiten
- Marjan Burggraaf
- Marjo Bus
- Jitske Cats
- Janneke Cazemier
- Elizeba Cherono
- Pauline Claessen
- Olga Commandeur
- Nelli Cooman
- Bregje Crolla
- Anoeschka Daans
- Alida van Daalen
- Jo Dalmolen
- Marissa Damink
- Elly Dammers
- Rinske Daniels
- Andrea Deelstra
- Bets Dekens
- Evelien Dekkers
- Martha Derby
- Ineke Dieperink
- Anoek van Diessen
- Foekje Dillema
- Kim Dillen
- Sofie Dokter
- Agaath Doorgeest
- Mieke van Doorn
- Marit Dopheide
- Carina van Dorp
- Yvonne van Dorp
- Deborah Dunant
- Mien Duchateau
- Karin van Eck
- Marjolijn van Elk
- Claudia Ellisen
- Diane van Es
- Anne van Es-van den Hurk
- Gerja Everts
- Jannie van Eyck-Vos
- Bernadette Fransen
- Remona Fransen
- Marian Freriks
- Rianna Galiart
- Hilly Gankema
- Marlène van Gansewinkel
- Jessie Geel
- Sandra van der Geer
- Bianca Gelauf
- Joke van Gerven
- Madiea Ghafoor
- Lien Gisolf
- Monique de Goede
- Marjan Goedhart
- Mia Gommers
- Jacqueline Goormachtigh
- Ester Goossens
- Denise Groot
- Nettie Grooss
- Jacelyn Gruppen
- Karin Guijt
- Nannie Haase
- Isaline Hage
- Anouk Hagen
- Yvonne Hak
- Kitty van Haperen
- Carlien Harms
- Sifan Hassan
- Irma Heeren
- Evelien van Hees
- Edine van Heezik
- Manon van der Heiden
- Marieke van der Heijden
- Annemarie Hendriks
- Kiki Hendriks
- Truus Hennipman
- Elly Henzen
- Maureen Herremans
- Adriënne Herzog
- Tineke Hidding
- Agnes Hijman
- Wilma Hillen
- Lia Hinten
- Dini Hobers
- Rosina Hodde
- Mirna van der Hoeven
- Sandra Hofmans
- Helen Hofstede
- Angelique Hogeveen-Smit
- Jill Holterman
- Lianne Holtermann
- Jolanda Homminga
- Pauline Hondema
- Ella Hoogendoorn
- Inge Hoogeveen
- Laurien Hoos
- Maaike Hornstra
- Bets ter Horst
- Eva Hovenkamp
- Janneke Hulshof
- Wil Hulshof-van Montfoort
- Elly van Hulst
- Marije van Hunenstijn
- Petra Huybrechtse
- Corry Huygen
- Najla Jaber
- Audrey Jacobs
- Sharon Jaklofsky
- Monique Jansen
- Ciska Jansen
- Eva Janssen
- Tasa Jiya
- Ellen Joacim
- Annemiek de Jong
- Annie de Jong-Zondervan
- Fleur Jong
- Inge de Jong
- Marjolein de Jong
- Gré de Jongh
- Stella Jongmans
- Baukje Jongsma
- Sione Jongstra
- Riet Jonkers-Slegers
- Silke Jonkman
- Gerda van der Kade-Koudijs
- Barbara Kamp
- Brigitte van de Kamp
- Esmé Kamphuis
- Fieke Kamps
- Nel Karelse
- Nannet Karenbeld
- Ilja Keizer-Laman
- Jessica Keizer
- Jolanda Keizer
- Rona Keller
- Denise Kemkers
- Jeanne van Kesteren
- Joke Keuning
- Hilda Kibet
- Irene Kinnegim
- Lornah Kiplagat
- Toos van der Klaauw
- Rachel Klamer
- Lieke Klaver
- Rola van Klaveren
- Joke Kleijweg
- Jorinde van Klinken
- Tineke Kluft
- Merel de Knegt
- Mirian Knijn
- Anne Knijnenburg
- Gien de Kock
- Grete Koens
- Mieke van der Kolk
- Yvonne van der Kolk
- Benthe König
- Ans Koning
- Lies Koning
- Corrie Konings
- Karen van der Kooij
- Tini Koopmans
- Janine Kortbeek
- Edith Kortekaas
- Maureen Koster
- Gerda Kraan
- Annemarie Kramer
- Mariska Kramer-Postma
- Monique van der Krogt
- Henrieke Krommendijk
- Silvia Kruijer
- Riet Kruiswijk
- Susan Krumins
- Loreanne Kuhurima
- Ina ter Laak-Spijk
- Mirjam van Laar
- Marloes Lammerts
- Ingrid Lammertsma
- Anneke de Lange
- Karin de Lange
- Ellen van Langen
- Ine Langenhuizen
- Marianne Langezaal
- Liberta Lansink
- Jasmijn Lau
- Desiree de Leeuw
- Janny de Leeuw
- Marjon Leeuwis
- Francien Lenssen
- Nicky van Leuveren
- Elly van Lienen
- Irene van Lieshout
- Jamie van Lieshout
- Marianne van de Linde
- Fleur van der Linden
- Ingrid van Lingen
- Jolanda Linschooten
- Kristijna Loonen
- Anita Looper
- Eva Lubbers
- Carolien Lucas
- Anne Luijten
- Wil Lust
- Carla Luyer
- Angelique Maasdijk
- Sjaan Mallon
- Liliane Mandema
- Marlies Manders
- Marjolein Masclee
- Bep du Mée
- Annie van der Meer
- Femke van der Meij
- Ruth van der Meijden
- Anita Meijer
- Saskia Meijer
- Rixt Meines
- Joke Menkveld
- Marijke Mettes
- Fridy Meulendijks
- Lena Michaëlis
- Lesley van Miert
- Sameena van der Mijden
- Wanda van der Molen
- Eefje van Mourik
- Anja Mulder
- Machteld Mulder
- Toos Mutter
- Ans Niesink
- Marianne Nieuwenhuis
- Karin de Nijs
- Els van Noorduyn
- Sietske Noorman
- Aat van Noort
- Romara van Noort
- Corinne Nugter
- Maaike Olsthoorn
- Ottelien Olsthoorn
- Marjan Olyslager
- Wilma van Onna
- Esther van Ooijen
- Hennie Oorthuis
- Sonja Oost
- Emma Oosterwegel
- Hanneke Oosterwegel
- Carla Ophorst
- Marlies Overbeeke
- Saskia Oversluizen
- Mariette Overwater
- Daphne Panhuijsen
- Cathelijn Peeters
- Greet Pels
- Jeannette Pennings
- Heleen Plaatzer
- Heidi van der Plas
- Femke Pluim
- Jacqueline Poelman
- Ilse Pol
- Henrieke Popken
- Manon Post
- Ingrid Prigge
- Iris Pruysen
- Mieke Pullen
- Marije te Raa
- Mary van der Raadt
- Jacqueline Raaman
- Marleen Radder
- Mieke van Rangelrooy
- Miriam van Reijen
- Irene van der Reijken
- Marlou van Rhijn
- Florence van Rijsbergen
- Joke van Rijswijk
- Chawa Ringenoldus
- Evi Roelands
- Nel Roos-Lodder
- Annette Roozen
- Urta Rozenstruik
- Tamara Ruben
- Karin Ruckstuhl
- Evelien Ruijters
- Vivian Ruijters
- Wilma Rusman
- Jacqueline Rustidge
- Trudy Ruth
- Ilona Rutjes
- Eveline Saalberg
- Chante Samuel
- Jamile Samuel
- Tessa van Schagen
- Elna Schalk
- Tine Schenkels
- Plonie Scheringa
- Maaike Schetters
- Jessica Schilder
- Debby van der Schilt
- Nicky van der Schilt
- Dafne Schippers
- Hinke Schokker
- Annerose Scholsberg
- Myrte van der Schoot
- Mien Schopman-Klaver
- Carola Schot
- Esther Schouten
- Annemarie Schulte
- Anne van Schuppen
- Tollien Schuurman
- Naomi Sedney
- Zoë Sedney
- N'ketia Seedo
- Gea Siekmans
- Amy Siemons
- Hilde Slaman
- Brenda Sleeuwenhoek
- Karlien Sleper
- Rita van Slooten
- Annelieke van der Sluis
- Lies Sluijters
- Erna Smit
- Jennifer Smit
- Marije Smits
- Claire Spauwen
- Elke Spierenburg
- Katja Staartjes
- Xenia Stad-de Jong
- Ria Stalman
- Mieke Sterk
- Annie van Stiphout
- Els Stolk
- Ingrid Stoot
- Thea Sybesma
- Wendy Tavenier-Schaareman
- Ans Tesselaar
- Jo Teunissen-Waalboer
- Gerrie Timmermans
- Maayke Tjin A-Lim
- Leonie Ton
- Petra van Tongeren
- Christine Toonstra
- Gretha Tromp
- Linda Tukkers
- Lieja Tunks
- Bo Ummels
- Els Vader
- Daniëlle van Varsseveld
- Kadene Vassell
- Jip Vastenburg
- José van der Veen
- Tine Veenstra
- Sabine Verbeek
- Suzan Verduijn
- Tilly Verhoef
- Conny Vermazen
- Sanne Verstegen
- Greet Versterre
- Jolanda Verstraten
- Anouk Vetter
- Francien Vierkant
- Gabrielle Vijverberg
- Judith Vis
- Lotte Visschers
- Nadine Visser
- Yvonne van Vlerken
- Ilja Voltman
- Lidy Vonk
- Monique van der Vorst
- Nel Vos
- Desiree Vranken
- Renée Vranken
- Yvonne de Vreede
- Ali de Vries
- Helle Vullings
- Iris Waanders
- Tanja van de Wal
- Lenie van Wannybst
- Britt Weerman
- Monique van der Weide
- Hilde Westhof
- Bea Wiarda
- Marga Wiegman
- Anne van de Wiel
- Suzanne Wiertsema
- Nadezhda Wijenberg
- Corry van Wijk
- Ella Wijnants
- Marijke Wijnmaalen
- Marjon Wijnsma
- Monique de Wilt
- Katinka Wiltenburg
- Anjolie Wisse
- Yvonne Wisse
- Eefje van Wissen
- Elly Witkamp
- Laura de Witte
- Lisanne de Witte
- Nettie Witziers-Timmer
- Marja Wokke
- Tilly van der Zwaard
- Barbara Zutt
- Nel Zwier